# María Galindo
María Renée Galindo Nedder (La Paz, 15 settembre 1964) è un'attivista, conduttrice radiofonica e psicologa boliviana.

## Biografia
María Galindo è nata nel 1964 nella città di La Paz, in Bolivia. Conseguito il diploma nel 1981, ha lasciato la Bolivia per studiare da suora nell'università vaticana.
Dopo aver rinunciato ai voti, nel 1992 è ritornata in Bolivia, dove ha contribuito alla fondazione di Mujeres Creando, e l'omofobia, conducendo un programma radiofonico.
Dichiaratasi apertamente lesbica nei primi anni di attivismo sociale, nel 2006 ha lanciato la sua candidatura all'Assemblea costituente per il Movimiento Bolivia Libre (MBL) come atto simbolico di critica al processo stesso. In questo contesto ha redatto e pubblicato, insieme al Movimiento Mujeres Creando, La Constitución Política Feminista del Estado.
In seguito alla visita in Bolivia del presidente iraniano Mahmoud Ahmadinejad, ricevuto da Morales il 27 settembre 2007, ha protestato alla televisione Unitel, dove ha fatto riferimento sia alla violazione dei diritti umani sia alla persecuzione ed esecuzione di donne e omosessuali.
Nel 2007, insieme alla scrittrice argentina Sonia Sánchez, ha pubblicato Ninguna mujer nace para puta, presentato nella Plaza Once di Buenos Aires, ribattezzata Plaza de los Prostituyentes per denunciare la tratta e lo sfruttamento sessuale, in un'azione pubblica che è servita come lancio del libro. Nello stesso anno ha iniziato a co-dirigere l'emittente radiofonica Radio Deseo e a presentare il programma La loca mañana.
Nel 2013 ha pubblicato No se puede descolonizar sin despatriarcalizar, in cui critica il patriarcato come base di ogni dominazione, compreso il razzismo.
Nel 2014 il movimento Mujeres Creando, da lei rappresentato, ha condotto a Santa Cruz una rappresentazione pubblica, la "Passerella Femminista", dove provocatoriamente sono stati messi a confronto i corpi femminili bianchi ed eterosessuali idealizzati dai mass media, con quelli reali delle  donne indigene che si esponevano su passerelle improvvisate esibendo vestiario e consuetudini della loro quotidianità.
Nel marzo 2017 ha partecipato a un'azione a favore della depenalizzazione dell'aborto davanti alla cattedrale di La Paz indetta da Mujeres Creando. Nel giugno dello stesso anno ha presentato il libro No hay libertad política sin libertad sexual , prodotto di una ricerca condotta tra il 2015 e il 2016 in seno all'Assemblea legislativa plurinazionale sull'omofobia.
Alla fine del 2019, Galindo è stata coinvolta in una polemica per un articolo in cui criticava aspramente la presidente boliviana Jeanine Áñez.
Galindo è stata anche criticata da altri gruppi femministi per essersi considerata l'unica voce del femminismo boliviano.

## Opere
Lista parziale
- 2021, Feminismo Bastardo
- 2013, No se puede Descolonizar sin Despatriarcalizar
- 2007, Ninguna mujer nace para puta (con Sonia Sánchez)
- 2004, Archivo Cordero 1900 - 1961